# الشجنين (إب)

تعديل مصدري - تعديل

الشجنين محلة تابعة لقرية الجرنين، التابعة لعزلة بلادشار بمديرية إب إحدى مديريات محافظة إب في الجمهورية اليمنية، بلغ تعداد سكانها 58 حسب تعداد اليمن لعام 2004.